# Argenstein
Argenstein is een plaats in de Duitse gemeente Weimar (Lahn), deelstaat Hessen, en telt 370 inwoners (2005).